# Acacia cangaiensis
Acacia cangaiensis é uma espécie de leguminosa do gênero Acacia, pertencente à família Fabaceae.